# Radu Lupu
Radu Lupu (Galati, Reino de Rumanía, 30 de noviembre de 1945-Lausana, Suiza, 17 de abril de 2022) fue un pianista rumano, ganador del Concurso Internacional de Piano Van Cliburn y el Concurso Internacional de Piano de Leeds. Se retiró de los escenarios en 2019.

## Biografía
Nació en Galați, hijo de Meyer Lupu y Ana Gabor. Comenzó a estudiar piano a los seis años con Lia Busuioceanu y dio su primer concierto en público, a la edad de doce años, interpretando sus propias obras. Tras completar el instituto en Galati y graduarse en la Escuela Popular de Arte en Brașov, Lupu continuó sus estudios en el Conservatorio de Bucarest con Florica Musicescu, quien también fue maestra de Dinu Lipatti y Cella Delavrancea. En 1961, fue galardonado con una beca para estudiar en el Conservatorio P. I. Tchaikovsky de Moscú, donde recibió clases de Galina Eghyazarova, Heinrich Neuhaus (profesor de Sviatoslav Richter y Emil Gilels) y Stanislav Neuhaus.
A continuación ganó importantes concursos internacionales: Van Cliburn (1966), Enescu (1967), Leeds (1969).

## Conciertos y grabaciones
Sus conciertos y grabaciones para Decca fueron constantemente aclamadas por el público, a pesar de no ser frecuentes y basarse en un limitado repertorio. Lupu estudió siguiendo la Escuela pianística rusa, aunque es particularmente conocido por sus interpretaciones de los compositores alemanes y austriacos del siglo XIX, como Franz Schubert, Johannes Brahms, Ludwig van Beethoven, y Wolfgang Amadeus Mozart del siglo XVIII. También destacan sus versiones del compositor checo Leoš Janáček y el húngaro Béla Bártok.
Debutó en Estados Unidos en 1972 con la Orquesta de Cleveland, con Daniel Barenboim dirigiendo en la ciudad de Nueva York, y con la Orquesta Sinfónica de Chicago, con Carlo Maria Giulini como director. Aun habiendo tocado con las mejores orquestas del mundo y en los más destacados festivales de música, Lupu es una figura solitaria. Ha rechazado conceder entrevistas durante 30 años. En una rara entrevista publicada de 1991, Lupu expresó su filosofía a la hora de interpretar música:
Everyone tells a story differently, and that story should be told compellingly and spontaneously. If it is not compelling and convincing, it is without value.
Cada persona narra una historia de una manera, y esa historia debe ser cautivadora y espontánea. Si no es cautivadora y convincente, entonces no tiene valor.
En sus conciertos no utilizaba una banqueta de piano, sino una silla de oficina. Tocó en numerosas ocasiones en música de cámara con destacados músicos, como el violinista Szymon Goldberg, la soprano Barbara Hendricks o el pianista Murray Perahia.
Siempre se ha alabado la calidad del sonido, la originalidad del fraseo, la capacidad para contrastar el discurso y para encontrar los colores y matices más adecuados a cada partitura. A la vez que se le ha criticado la excesiva libertad en la recreación de lo escrito y una cierta tendencia a abusar del pedal. Huye del exhibicionismo gratuito y busca crear climas de tranquila y serena belleza, lo que dota de un lirismo tan interior como intenso a algunas de sus interpretaciones, entre las que siempre son cimeras, indiscutibles, las centradas en Mozart, Beethoven, Schumann y, sobre todo, Schubert y Brahms. La especial luminosidad, de las obras de estos  autores es servida habitualmente por Lupu con una convicción y una concentración únicas.
Fue un artista difícilmente clasificable. Amó la belleza sonora, siente las estructuras formales y atiende con ahínco "las leyes dialécticas que rigen la música", como demandaba su maestro Neuhaus.

## Premios y reconocimientos
- 1966.  Primer puesto en la Competición Internacional de Piano Van Cliburn.
- 1969.  Primer puesto en la George Enescu Internacional.
- 1969.  Primer puesto en la Competición Internacional de Pianoforte de Leeds.
- 1989.  Premio Abbiati concedido por la Asociación Italiana de Críticos.
- 1995.  Premio Edison por la grabación de las obras de Schumann: Kinderszenen, Kreisleriana and Humoresque
- 1996.  Premio Grammy a la mejor interpretación instrumental solita por su grabación de las Sonatas para piano (Si bemor mayor y La mayor) de Schubert.
- 2006.  Premio Arturo Benedetti Michelangeli.

## Discografía parcial
- Beethoven, Conc. p. n. 1-5/Son. n. 8, 14, 19-21/Rondó n. 1-2/Var. WoO 80/Quint. - Lupu/Mehta/Israel PO, Decca
- Brahms, Rapsodia op. 79/Interm. op. 117 - Lupu, 1970/1976 Decca
- Mozart, Conc. p. n. 12, 21/Quint. p. y cl. K. 452 - Lupu/Segal/ECO, 1974/1984 Decca
- Mozart, Son. v. e p. compl. - Goldberg/Lupu, 1975 Decca
- Schubert, Impromtus op. 90, 142 - Lupu, 1982 Decca
- Schubert, Son. p. (8)/Mom. mus./Scherzos - Lupu, 1974/1991 Decca
- Schubert, Son. p. D. 664, 960 - Lupu, 1991 Decca - Grammy Award for Best Instrumental Soloist Performance (without orchestra) 1996
- Schumann, Kinderszenen/Kreisleriana - Lupu, 1993 Decca
- Lupu, Grabaciones completas para piano solo - Beethoven/Brahms/Schubert, 1970/1993 Decca
- Lupu, Todas las grabaciones de conciertos para piano - Lupu/Mehta/DeWaart/Previn, 1973/1984 Decca
- Grandes pianistas del siglo XX - Vol. 66, 1999, Philips